# Eva Lund
Eva Maria Eriksson, coniugata Lund (Stoccolma, 1º maggio 1971), è una giocatrice di curling svedese.

## Biografia
Partecipò all'età di 34 anni ai XX Giochi olimpici invernali edizione disputata a Torino, (Italia) nel febbraio del 2006, riuscendo ad ottenere la medaglia d'oro nella squadra svedese con le connazionali Anette Norberg, Cathrine Lindahl, Anna Svaerd e Ulrika Bergman.
Nell'edizione la nazionale svizzera ottenne la medaglia d'argento, la canadese quella di bronzo. Vinse un altro oro nella successiva edizione delle olimpiadi invernali.
Nei Campionati mondiali di curling vinse due ori nel 2005 e nel 2006, due argenti nel 2001 e nel 2009 e un bronzo.